# 克氏綠塘鱧
克氏綠塘鱧（学名：Erotelis clarki）又名克氏細塘鱧，为塘鱧科綠塘鱧屬下的一个物种。

## 分类
过去曾独自归类为细塘鳢属（Euleptoeleotris），后来并入到綠塘鱧屬。

## 扩展阅读
- 維基物種上的相關：细塘鱧属